# Thor
În  mitologia Norvegiană, Thor (norvegiana veche: Þórr) este zeul æsir asociat cu fulgerul, tunetul, furtuna, copacii și padurile sacre din păgânismul și mitologia germanică, puterea, protecția omenirii, fertilitatea. În limba norvegianǎ veche este cunoscut ca Þórr,  în  engleza veche ca Þunor, în frizona veche ca Thuner, în  saxonă ca Thunar, și în germană veche ca   Donar, toate rezultând în cele din urmă din cuvântul proto-germanic Þun(a)raz,  adică Tunet. 
Thor este un zeu menționat proeminent de-a lungul istoriei înregistrate a popoarelor germanice, din regiunile germanice aflate sub ocupația romană la marile migrații germanice,  de la la popularitatea sa ridicată în timpul epocii vikinge la creștinarea  Scandinaviei. Emblema sa este ciocanul său, Mjölnir. 
Mitologia nordică, în mare parte consemnată în Islanda din materialele tradiționale provenite din Scandinavia, oferă numeroase povești cu zeul. În aceste surse, Thor poartă cel puțin  cincisprezece nume, este soțul zeiței cu părul auriu Sif, amanta sa este Járnsaxa, și este în general descris ca fiind feroce, cu păr roșcat și barbă roșie. 
Cuplat cu Sif, Thor a născut-o pe zeița (și posibil valkyrie) Þrúðr; cu Járnsaxa l-a născut pe Magni; cuplat cu o femeie al cărei nume nu este înregistrat, el a tatăl lui Móði. Mai este și tatăl vitreg al zeului  Ullr. 
Thor, fiind fiul lui Odin, avea  numeroși frați, printre care și Baldr. Thor are doi servitori,  Þjálfi și Röskva  , cu care face plimbări într-un car tras de două capre, Tanngrisnir și Tanngnjóstr   și deține trei locuințe: Bilskirnir, Þrúðheimr  și Þrúðvangr. Thor mânuiește ciocanul Mjölnir, poartă  cureaua Megingjörð și mănușile de fier Járngreipr, iar  Gríðarvölr este cel care îl echipează.  
Este prevestit că Thor va muri ucis de șarpele monstruos Jörmungandr din timpul Ragnarök.
În perioada modernă, Thor a continuat să fie recunoscut în folclorul rural din întreaga Europă de limbă germană. Thor este denumit frecvent în nume de locuri, ziua săptămânii joi îi poartă numele în limba engleza  „Thursday”. Thor a inspirat numeroase opere de artă și  cultura populară modernă.

## Legende și mituri despre Thor
Conform unui mit din Edda în proză, Loki zbura ca un uliu într-o zi și a fost capturat de gigantul Geirrod. Acesta urându-l pe Thor, (zeul fiind un mare dușman al giganților) i-a cerut lui Loki să îl aducă pe inamicul său la palatul lui. Loki a fost de acord să îl aducă pe Thor în cursă și a pornit cu el, folosindu-se de diferite pretexte, în drum spre castelul lui Geirrod. Cei doi s-au oprit la un moment dat la casa gigantei Grid, care i-a spus în taină zeului Thor, de planul lui Loki, și i-a oferit mănușile de fier, ciocanul și centura pe care el le are acum. Folosindu-se de noile obiecte, Thor l-a ucis pe Geirrod și pe fiicele lui Gjalp și Greip.
În ziua Ragnarök-ului, el și Jormungand (urmaș al zeului Loki) se ucid reciproc.